# Museu d'Art contemporani de Lió
El museu d'art contemporani de Lió (anomenat « MAC » pels lionesos) és un museu lionès l'edifici del qual, és part de l'antic Palau de la fira de Lió, i va ser realitzat per l'arquitecte Charles Meysson abans de ser modificat per Renzo Piano. És situat a la ciutat internacional, a prop del parc de la Tête d'or al 6è districte de Lió. És dedicat a l'art contemporani.

## Història
L'any 1984 el museu d'art contemporani és situat a una ala de l'actual Museu de Belles Arts de Lió (museu Saint-Pierre art contemporain). La primera intenció de producció es va manifestar amb motiu de l'exposició Georges Adilon al museu Saint-Pierre art contemporain (Octubre de les Arts, 1984). L'obra produïda tenia dimensions gegantesques (16,56 x 52 metres), només es va mostrar 1/6 part de l'obra.
L'any 1995, és inaugurat el museu d'art contemporani en un edifici concebut per Renzo Piano al mateix temps que la tercera Biennale de Lió titulada "Vídeo, Cinema, Imatge interactiva". L'edifici de 6.000 metres quadrats conserva la façana de l'antic palal de la fira de Lió i és al cor de la ciutat internacional, conjunt arquitectònic que es desplega sobre prop d'un quilòmetre al llarg del parc de la Tête d'or al 6è districte. La política de producció d'obres d'art del museu imposava l'arquitecte de concebre un espai interior totalment modificable, que pogués respondre a les exigències múltiples dels artistes així com a la diversitat dels guions d'exposicions concebuts pels conservadors
El 30 de març de 2018, Thierry Raspail, director del macLYON des de la seva creació l'any 1984 i cofundador de la Biennale de Lió anuncia la seva marxa del museu. Després d'haver estat responsable d'exposició al macLYON durant a prop de 15 anys, Isabelle Bertolotti pren la direcció del museu, acompanyada de Matthieu Lelièvre com a consellera artística.
Des del 2018, el Museu d’Art Contemporani de Lió és un centre neuràlgic del Museu de Belles Arts de Lió, actualment sota la direcció general de Sylvie Ramond.

## Algunes exposicions
- La Couleur seule, l'expérience del monochrome (Maurice Besset, al museu Saint-Pierre), 1998.
- Kimsooja : Conditions of humanity, conditions d'humanité, 5 febrer - 20 abril 2003.
- Rétrospective Andy Warhol 28 gener - 8 maig 2005.
- Rétrospective Erwin Wurm, del 6 juny al 5 agost 2007 (Truck).
- Rétrospective Keith Haring del 22 febrer al 30 juny 2008
- Rétrospective Ben, del 3 març al 11 juliol 2010.
- Bruce Nauman del 11 setembre al 31 desembre 2010.
- Trisha Brown del 11 setembre al 31 desembre 2010.
- A step backwards / Caprice / Carré bleu sur fond blanc / Escort / Estate / Skylark / Cimaises et toblerones…/ Olivier Mosset del 11 setembre al 31 desembre 2010.
- Pascale Marthine Tayou del 24 febrer al 15 maig 2011.
- Biennale d'art contemporain de Lyon del 15 setembre al 31 desembre 2011.
- Robert Combas de febrer a juliol 2012.
- Motopoétique, exposition par Paul Ardenne del 21 febrer al 20 abril 2014. (Artistes: Alain Bublex, Benedetto Bufalino, Ange Leccia, Pierre &amp; Gilles, Raphaël Zarka, Xavier Veilhan, Mélodie Mousset, Janet Biggs, Kevin Laisné, Elisabetta Benassi, Jean-Baptiste Sauvage, Brigitte Zieger...)
- Imagine Brazil, 2014.
- Rétrospective Erró, del 3 octubre 2014 al 22 febrer 2015.
- Open Sea, del 17 abril 2015 al 12 juliol 2015.
- Yoko Ono - Lumière de L'aube, del 9 març al 17 juliol 2016.
- Wall Drawings, Icônes urbaines, del 30 setembre 2016 al 15 gener 2017.
- Los Angeles, une fiction, del 8 març al 9 juliol 2017.
- 14e Biennale d'art contemporain, Mondes flottants, del 20 setembre 2017 al 7 gener 2018.
- Pardo é Papel, Maxwell Alexandre, del 7 març al 7 juliol 2019, comissari: Matthieu Lelièvre.[4]
- 15e Biennale d'art contemporain, Là où les eaux se mêlent, del 18 setembre 2019 al 5 gener 2020[5]

## Galeria

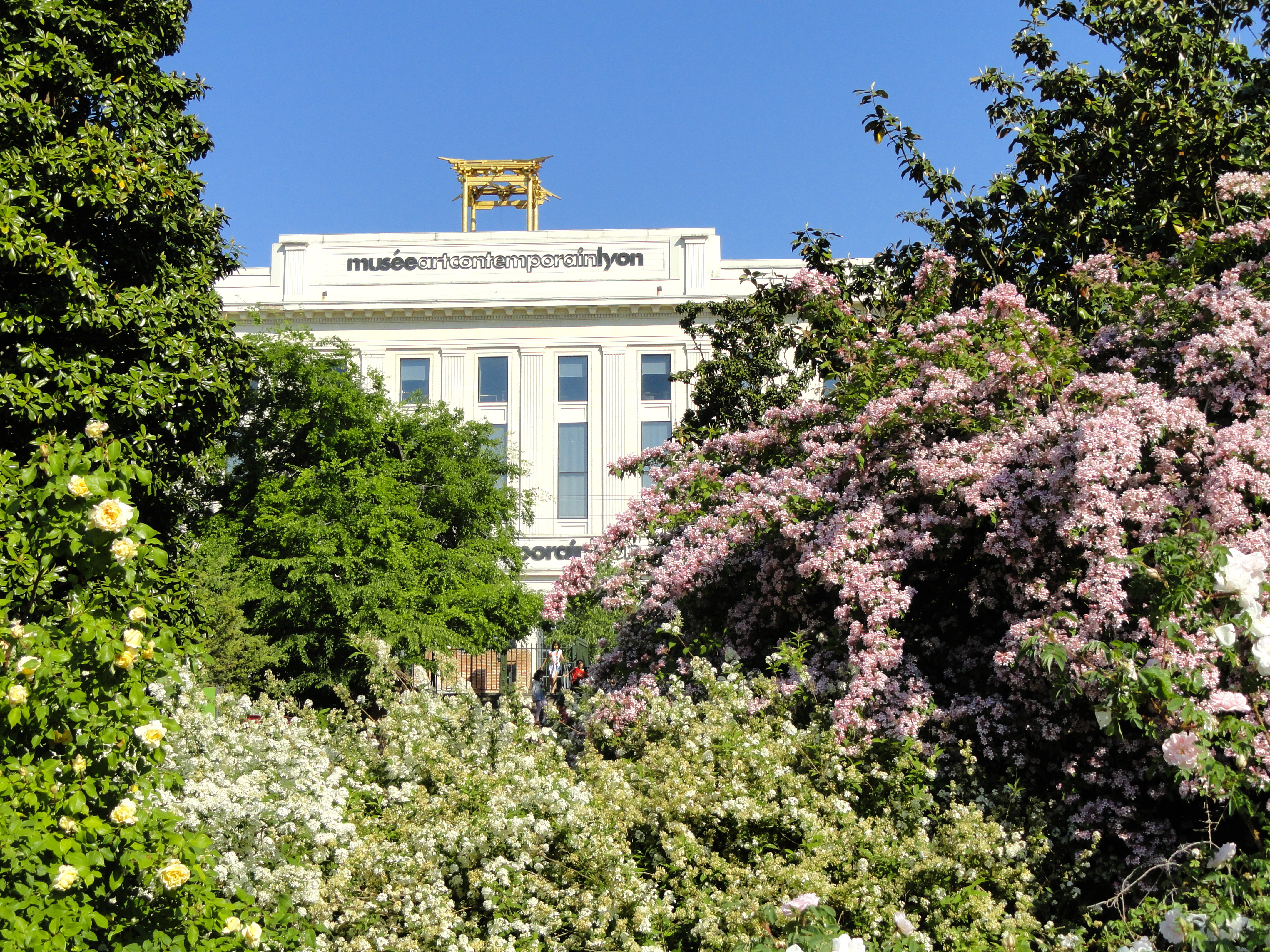
L'edifici vist des del parc de la Tête d'OR.
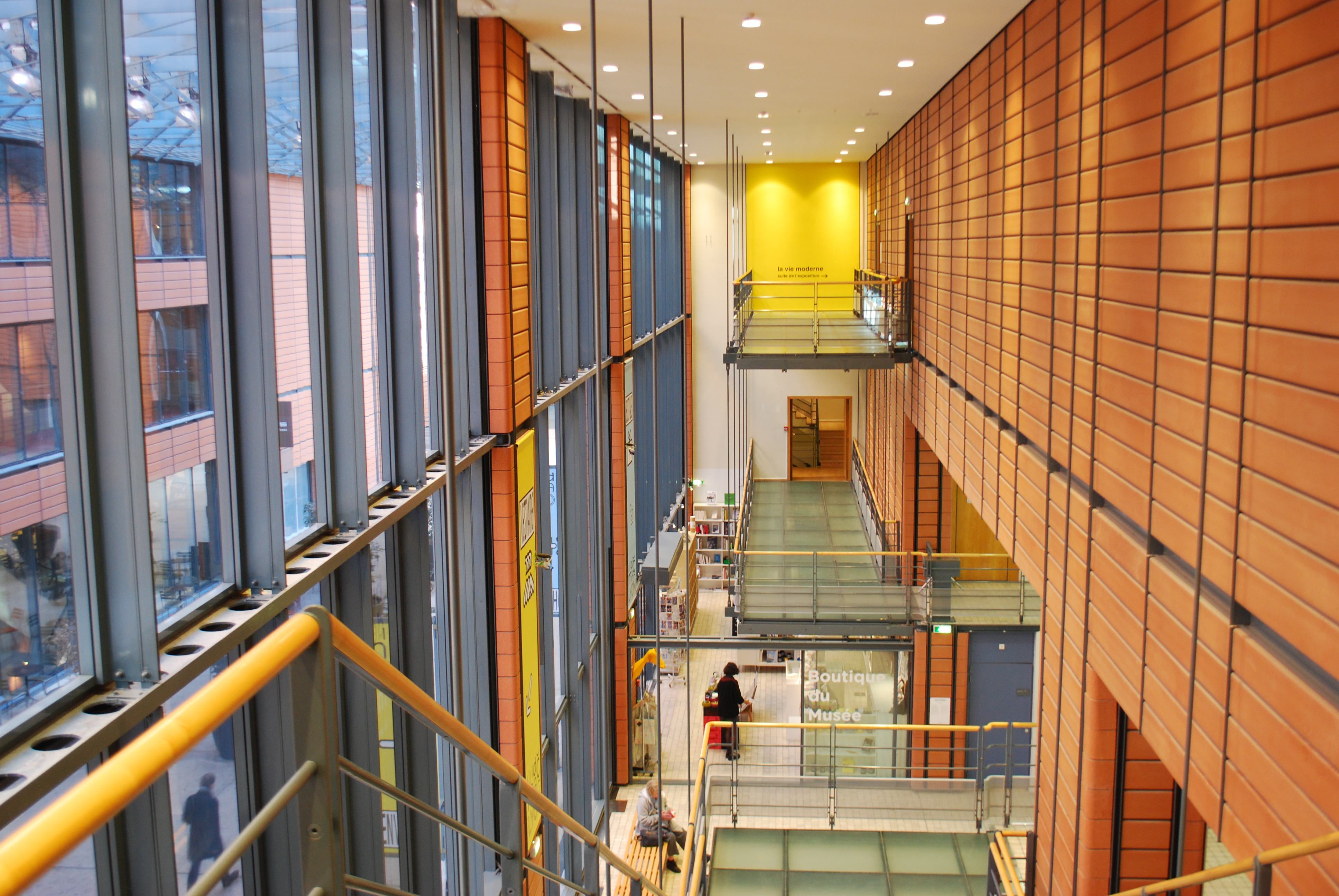
Vista de la Cité Internationale de Lyon.